# The Waste Land
The Waste Land, vertaald als (Het) Braakland en Het barre land, is een gedicht van T.S. Eliot uit 1922. Dit modernistische werk, waarin de teloorgang van de beschaving en de uitzichtloosheid van het bestaan op vele manieren tot uitdrukking worden gebracht, is een van de beroemdste gedichten in de Engelse taal van de 20e eeuw geworden.

## Stijl en inspiratie
In het lange gedicht gebruikt Eliot een breed scala aan literaire en culturele toespelingen, waarbij hij put uit uiteenlopende bronnen als Shakespeare, Dante, de Bijbel, de Upanishads en de hedendaagse populaire cultuur.
The Waste Land werd ook geïnspireerd door ontwikkelingen in de beeldende kunst. De stijl en inhoud ervan weerspiegelen de methoden van het kubisme en het futurisme om hun onderwerpen in verschillende vormen uit elkaar te halen en weer samen te brengen, en de interesse van het surrealisme in het onbewuste en de invloed ervan op de cultuur - soortgelijke thema's als wat Eliot interesseerde in het antropologisch werk The Golden Bough.

## Geschiedenis
Eliot schreef begin jaren '20 aan The waste land. In deze periode had hij last van hevige spanningen, waarvoor hij werd opgenomen in een psychiatrische kliniek in Zwitserland. In 1922 kwam hij uit op een versie van ruim 1000 versregels. Met zijn vriend Ezra Pound kortte hij dit in tot 433 verzen. In het najaar werd het gedicht gepubliceerd in literaire tijdschriften in Groot-Brittannië en de Verenigde Staten en vervolgens in boekvorm.

## Structuur
Eerst dacht Eliot eraan het slot uit Heart of Darkness van Joseph Conrad als motto te gebruiken: "The Horror, The Horror!" maar hij veranderde van mening en koos voor een Latijns-Grieks opschrift uit de Satyricon van Petronius. De Sibilla of Sybil uit het opschrift is de benaming voor de maagdelijke Griekse priesteressen-waarzegsters uit de stad Cuma, die raadselachtige antwoorden gaven wanneer men hun om raad vroeg. Apollo, zoon van Zeus, God van de zon, muziek, poëzie,... werd verliefd op een van de priesteressen. De bevallige Sybil mocht wensen wat ze maar wilde als ze in ruil de liefde bedreef met de Godheid.
Sybil koos voor een leven dat evenveel jaren zou tellen als ze zandkorrels in haar hand kon houden, hetgeen neer kwam op onsterfelijkheid. Ze vergat echter eeuwige jeugd en schoonheid erbij te vragen en hoe meer jaren er voorbij gingen, hoe ouder en lelijker ze er ging uitzien. Uiteindelijk hingen de inwoners van Cuma haar in een doorzichtige kruik omhoog als een soort curiosum.
"Ik zag met mijn eigen ogen de Sibylle uit Cumae hangen in een kruik en toen de jongens vroegen, Sibylle, wat wil je? Dan antwoordde zij: ik wil sterven"
Het opschrift wordt gevolgd door de opdracht: "Voor Ezra Pound: il miglior fabbro" (de betere ambachtsman).
Vervolgens bestaat het gedicht uit 5 delen:
1. 'The Burial of the dead
In het Engelse Book of Common Prayer is het gebed voor de begrafenisceremonie getiteld: "The order of the burial of the dead".
De aanhef van de eerste zin "April is the cruellest month..." is wellicht de bekendste, teruggrijpend op de traditionele opvatting dat april de eerste maand van de lente is na de koude winter. Eliot refereert hier echter ook aan de openingszinnen van de The Canterbury Tales van Geoffrey Chaucer ("Whan that Aprill with his shoures soote, the droghte of March hath perced to the roote..."), waarbij de hoofdfiguren wachten op de maand April om op pelgrimstocht te gaan. The Waste Land handelt immers evenzeer om een pelgrimstocht. De titel van het gedicht verwijst onmiskenbaar naar de Graal-legende waarin een nakomeling Jozef van Arimathea (die de Graal naar Engeland bracht) de Fisher King wordt genoemd, de gewonde Koning van het Barre Land.
April is voor de bewoners van The Waste Land echter geen aanleiding voor hoopgevende gedachten, voor hen is de winter het comfortabele seizoen waarin zo weinig mogelijk "geleefd" moet worden, terwijl april daadkracht naar de toekomst toe vereist én hen confronteert met het verleden. (Memory and desire) De Marie, die evident de verteller is van de eerste regels, verwijst naar alle waarschijnlijkheid naar gravin Marie Larisch, een nichtje van keizerin Elisabeth van Oostenrijk zowel als van koning Lodewijk II van Beieren. Bekend is dat T.S. Eliot met haar uitvoerig heeft gesproken over Lodewijk II. Hij staat waarschijnlijk ook model voor de cousin die Marie meeneemt "on a sled" ("and I was frightened"). Deze sledetocht komt bovendien voor in de memoires die Marie Larisch onder de titel "My past" in 1913 liet verschijnen.
2. Het tweede deel, A Game of Chess, is geschreven in de vorm van een dialoog tussen twee sprekers. De sectie onderzoekt de thema's verlangen en eenzaamheid, en het is gevuld met toespelingen op Shakespeares toneelstuk "Antony and Cleopatra:"
3. Het derde deel, The Fire Sermon, is een meditatie over het thema verlangen. Het is gestructureerd rond het beeld van een rivier, die de stroom van de tijd en de vergankelijkheid van het menselijk bestaan vertegenwoordigt.
4. Het vierde deel, Death by Water, is een kort en raadselachtig deel dat de verdrinking van een zeeman beschrijft.
5. Het laatste deel, What the Thunder Said, is een hoogtepunt van de thema's en verbeeldingen van de voorgaande delen. Het bevat een reeks apocalyptische beelden en wordt afgesloten met een gebed om verlossing.

## Nederlandse vertalingen
- Theo van Baaren: Braakland (G.A. van Oorschot, 1949)
- Wilhelmus Jozef Maria Bronzwaer: T.S. Eliot: gedichten: keuze uit zijn poëzie, met medewerking van Kees Fens en Johan Kuin. Baarn 1983 (Ambo)
- Paul Claes: Het barre land, met commentaar en nawoord, tweetalige editie (de Bezige Bij, 2007; herziene editie 2022)
- Jules Grandgagnage: Het Braakland, tweetalige editie, ingeleid en uitvoerig geannoteerd (Brave New Books, 2024)

Online vertaling
- Een online vertaling (met summier commentaar) is De woestenij (Jos Houtsma, 2013-2018).